# The Works
The Works – jedenasty studyjny album brytyjskiego zespołu rockowego Queen, znany zwłaszcza z przebojów "Radio Ga Ga" i "I Want to Break Free".
Sprzedawał się bardzo dobrze, docierając do drugiego miejsca list w Wielkiej Brytanii (w USA miejsce 23). Album promowały zaliczane dziś do klasyki teledyski. Klip "I Want to Break Free" został uznany w USA za kontrowersyjny (członkowie zespołu byli w nim przebrani za kobiety). Teledysk do "Radio Ga Ga" został wyreżyserowany przez Davida Malleta i zawiera fragmenty filmu Metropolis z 1926 roku.
Album był promowany podczas trasy koncertowej The Works Tour. 8 lipca 2009 roku wydawnictwo uzyskało status platynowej płyty w Polsce.

## Historia albumu
Po wydaniu w 1982 roku albumu Hot Space, czterech członków Queen zdecydowało się odpocząć od zespołu na następny rok, biorąc udział w solowych projektach i próbując rozwinąć swoje horyzonty w innych kierunkach. Brian May współpracował z Eddiem Van Halenem i z innymi nad projektem Star Fleet Project, natomiast Freddie Mercury rozpoczął pracę nad solowym albumem. 
W sierpniu 1983 roku zespół w komplecie rozpoczął pracę nad jedenastym studyjnym albumem. 
Nagrywanie rozpoczęto w Record Plant Studios w Los Angeles. Podczas prac nad albumem, menadżer zespołu Jim Beach zaoferował im stworzenie soundtracku do filmu Hotel New Hampshire. Zespół rozpoczął pracę nad ścieżką dźwiękową lecz z czasem członkowie Queen zdali sobie sprawę z tego, że poświęcają za dużo czasu na jej tworzenie  nie skupiając się nad nowym albumem. Oficjalnie jeden utwór "Keep Passing Open Windows" znalazł się na tym soundtracku. W listopadzie 1983 roku uzgodniono, że pierwszym utworem na nowej płycie, będzie utwór Rogera Taylora "Radio Ga Ga". 
Album wydano 27 lutego 1984 roku.

## Lista utworów
1. "Radio Ga Ga" (Taylor) – 5:46
2. "Tear It Up" (May) – 3:25
3. "It's a Hard Life" (Mercury) – 4:05
4. "Man on the Prowl" (Mercury) – 3:25
5. "Machines (or: Back to Humans)" (May, Taylor) – 5:08
6. "I Want to Break Free" (Deacon) – 3:19
7. "Keep Passing the Open Windows" (Mercury) – 5:21
8. "Hammer to Fall" (May) – 4:25
9. "Is This the World We Created...?" (May, Mercury) – 2:13

## Is This the World We Created...?
Bezpośrednią inspiracją były wiadomości, które May i Mercury oglądali w Monachium. Mercury napisał tekst utworu, a May – akordy. Do nagrania użyto gitary Ovation, ale na koncertach utwór był wykonywany przy akompaniamencie gitary Gibson Chet Atkins CE (z nylonowymi strunami).

## Wydania
Na reedycji płyty wydanej przez Hollywood Records w 1991 znalazły się również remiksy "Radio Ga Ga" i "I Want to Break Free" oraz utwór "I Go Crazy".